# Игорь (персонаж)

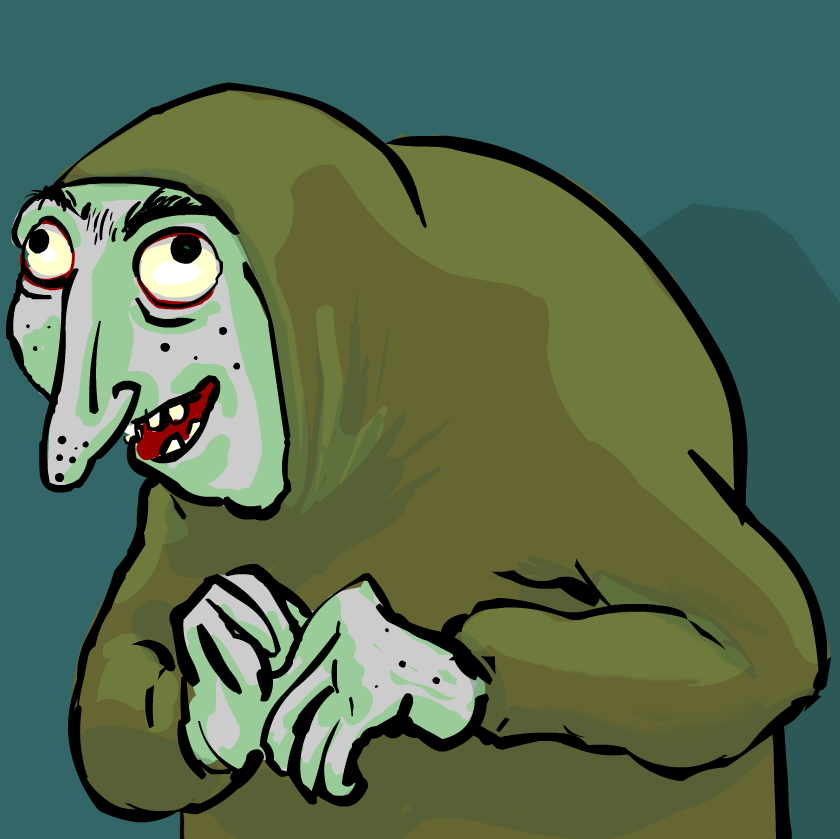
Изображение уродливого Игоря

Игорь, иногда Игор, типовой персонаж, иногда горбатый лаборант для многих типов Готических злодеев или злобный персонаж, который помогает только самому себе, (последний наиболее заметно изображен Белом Лугоши в Сын Франкенштейна (1939) и Призрак Франкенштейна (1942).) Он знаком по многим фильмам ужасов и пародиям на фильмы ужасов. Его традиционно связывают с безумными учеными, особенно с Виктором Франкенштейном . В народе Игорь — составной персонаж, основанный на персонажах, созданных для франшизы Universal Studios. В первом фильме о Франкенштейне (1931) горбатого персонажа зовут Фриц; в последующих сиквелах фигурирует другой физически деформированный персонаж, называемый Игорем, хотя в этих фильмах он не является помощником доктора. При этом в оригинальном романе Мэри Шелли 1818 года у Франкенштейна нет ни лаборанта, ни какой-либо связи с персонажем по имени Игорь.

## Происхождение
Горбатый лаборант Дуайта Фрая в первом фильме из серии «Франкенштейн» (1931) — главный источник, на котором основываются остальные «Игори» в общественном сознании, хотя на самом деле этого персонажа звали Фриц. Фриц возник не из романа про Франкенштейна, а из самой ранней записанной пьесы по роману «Франкенштейн» «Презумпция»; или «Судьба Франкенштейна» 1823 года, где Игоря сыграл Роберт Кили .

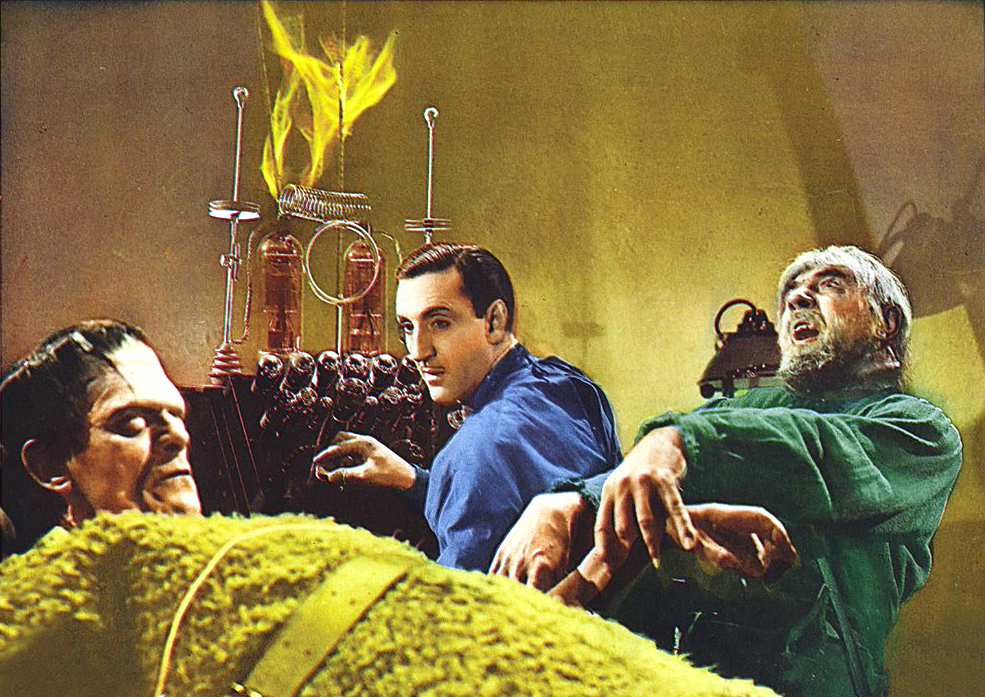
Борис Карлофф в роли монстра, Бэзил Рэтбоун в роли сына Доктора Франкенштейна и Бела Лугоши в роли Игоря в «Сын Франкенштейна» (1939)

В третьем и четвёртом фильмах-сиквелах « Сын Франкенштейна» (1939) и «Призрак Франкенштейна» (1942) фигурировал персонаж по имени Игор, которого исполнил Бела Лугоши. Этот персонаж не горбун и не лаборант, а кузнец со сломанной шеей и искривленной спиной в результате его неудачного повешения. Он реанимирует Монстра как орудие мести горожанам, которые пытались повесить его за ограбление могил . Он выживает после почти смертельного выстрела и появляется в следующем фильме, в котором его мозг помещается в тело Монстра.
Universal Studios активно закрепила идею горбатого помощника «безумного ученого» в фильме «Дом Франкенштейна» (1944), где Дж. Кэррол Нэйш играет горбатого лаборанта по имени Дэниел.
В фильме ужасов «Тайна музея восковых фигур» (1933) Иван Игорь — имя сумасшедшего хранителя музея восковых фигур. Фильм был переснят как «Дом восковых фигур» (1953), но имя Игорь получил приспешник куратора (Чарльз Бронсон), а не сам куратор. Этот персонаж скорее глухонемой, чем горбун.

## В других СМИ

### Музыка
- В песне-новинке 1960-х годов «Monster Mash» Бобби «Бориса» Пикетта и Crypt-Kickers упоминается Игорь: «Сцена была потрясающей, все копались в звуках / Игорь на цепях, поддерживаемый лающими собаками».
- Альбом Элиса Купера « Love it to Death» включает песню «Ballad of Dwight Frye», в основе которой лежит персонаж Фрица.
- Пятый альбом, выпущенный хип-хоп-исполнителем Tyler, the Creator под названием Igor, обращается к типовому персонажу Игоря

### Кино и телевидение
- В короткометражке «Три балбеса» «Птица в голове» (1946), у сумасшедшего учёного есть горилла по имени Игорь, а также помощник по имени Нико, который регулярно использует фразу «Да, мастер».
- Другая версия Игоря по имени «Карл» появляется в классическом фильме ужасов студии Hammer «Месть Франкенштейна» (1958), изображенном Оскаром Квитаком в роли горбуна и монстра Майкла Гвинна. Эта версия — горбатый помощник Виктора Франкенштейна, который спасает его от смертного приговора и помогает ему в его новом творении. Карл в конце концов умирает и становится фильмовой версией Монстра Франкенштейна.[3]
- В детском шоу PBS 1970-х годов The Electric Company был показан растрепанный лаборант по имени Игорь (изображенный Джимом Бойдом, а позже Луисом Авалосом), который служил персонажу, известному просто как «Безумный учёный» (изображённым Морганом Фрименом).
- В канадском скетч-шоу «Веселый дом Фрайтенштейна» (1971) Игорь (изображенный Фиской Раисом) — дородный, неуклюжий, зеленокожий помощник графа Фрайтенштейна. Его коронные фразы: «Да, мастер» и «Я бы предпочёл не вмешиваться».
- Игорь фигурирует в Безумных Безумных Безумных Монстрах (своего рода «приквел» к Вечеринке Безумных монстров?) озвучен Алленом Свифтом, выдающим себя за Петера Лорре. Он помощник барона Генри фон Франкенштейна и жаждет Невесты, которую Франкенштейн создаёт для Монстра.
- В пародии Мела Брукса «Молодой Франкенштейн» (1974) был горбатый помощник, изображённый Марти Фельдманом, который утверждал, что его имя произносится как «Глаз-гор» (в ответ на утверждение Франкенштейна, что его имя произносится как «Фронкунштин»).
- В Шоу ужасов Рокки Хоррора (1975) персонаж Рифф Рафф (изображенный Ричардом О’Брайеном) — горбатый слуга Доктора Фрэнка Н. Фертера (изображённого Тимом Карри). Он служит лаборантом в попытках доктора создать жизнь. В «Шоу ужасов Рокки Хоррора: Давайте снова сделаем искривление времени» Риффа Раффа изображает Рив Карни.
- В Докторе Кто сюжет «Мозг Морбиуса» (1976), сильно стилизован под фильм «Франкенштейн» 1931 года, включал фигуру Игоря в Кондо, неуклюжего деформированного слугу доктора Солона, который собирает части тела с разбившихся космических кораблей, чтобы его хозяин мог построить новое тело для бестелесного мозга титульного злодея Морбиуса, отступника Повелителя времени.
- В канадском комедийном сериале SCTV 1970-х годов в их сегментах «Леденящий Душу Театр Ужасов Монстров», организованном графом Флойдом, у безумного учёного Доктора Языка (изображённого Джоном Кэнди) был раболепный, горбатый и деформированный помощник по имени Бруно (изображённый Юджином Леви как актёр Бруно Вуди Тобиас-младший), который играл в этом образе в каждом из фильмов доктора Языка.
- У графа Дракулы был дворецкий по имени Игорь в праздничном телефильме ABC «Хэллоуин, которого почти не было» (он же Ночь, когда Дракула спас мир, 1979). В эпизоде «Трансформеры» «Автобот Спайк» был показан фильм о Франкенштейне, в котором участвовал неназванный горбатый помощник (озвученный Майклом Беллом).
- Игорь появляется в Возвращении помидоров-убийц, Помидоры-убийцы наносят ответный удар и «Помидоры-убийцы едят Францию» в исполнении Стива Лундквиста. Он изображен как высокий, светловолосый, симпатичный Яппи ассистент профессора Мортимера Гангрина (изображён Джоном Астином). Персонаж также появился в мультсериале, озвученном Кэмом Кларком.
- Игорь — главный герой детского телешоу «Тунсильвания», спродюсированного Стивеном Спилбергом в 1998 году.
- В мультсериале «Граф Дакула» показан верный старый слуга семьи титульного персонажа по имени Игорь (озвучивает Джек Мэй), который изображен в виде антропоморфного стервятника (отсюда и сгорбленная спина). Игорь — традиционалист и часто замышляет перевести своего хозяина-вегетарианца на диету из крови, как это было в предыдущих воплощениях Дракулы.
- В эпизоде Супершоу Супербратьев Марио «Граф Купула», самый верный приспешник Боузера Мышелов, был изображён как горбун и называл себя «Мусигор» в знак уважения к оригинальному Игорю.
- В мультфильме «Кошмар перед Рождеством» (1993) у безумного учёного, проживающего в городе Хэллоуин, доктора Финкелштейна есть горбатый помощник по имени Игорь, который ведёт себя как собака и работает на «Костяное печенье». Он помогает доктору Финкелштейну создать скелет северного оленя для Джека Скеллингтона в его сюжете по импровизации Рождества.[4] Персонажа озвучивает не попавший в титры Джо Ранфт в фильме и Роб Полсен в игре «Кошмар перед Рождеством: Месть Уги»..
- В фильме «Ван Хельсинг» (2004) фигурировал деформированный персонаж по имени Игорь, которого изобразил Кевин Дж. О’Коннор. В фильме он бывший помощник Виктора Франкенштейна и нынешний помощник графа Дракулы.
- Игорь появляется в мультсериале «Портал Доктора Франкенштейна», представляющем собой современное обновление мифов о Франкенштейне, озвученное Тайгером Стаматопулосом.
- В полнометражном мультфильме «Игорь» (2008) главный герой фильма (озвученный Джоном Кьюсаком) — бывший ассистент ныне покойного сумасшедшего учёного Доктора Гликенштейна (озвученного Джоном Клизом). Он берёт на себя исследования своего владыки и мечтает стать самым известным учёным в мире.
- Дэниел Рэдклифф играет Игоря в фильме Пола Макгигана «Виктор Франкенштейн» (2015).
- Игорь появляется в анимационном сериале 2012 года о Черепашках Ниндзя, в эпизоде пятого сезона «Эксперимент Франкенштейна», озвученном Грантом Монингером. Он появляется как лаборант Виктора фон Франкенштейна.

### Видеоигры
- В компьютерной игре Quest for Glory IV: Shadows of Darkness Игорь — местный хранитель могил и лаборант доктора Краниума. У него аллергия на авокадо.
- В серии видеоигр Persona Игорь — повторяющийся персонаж, который помогает главным героям, помогая им создавать новых Персон. Его актёр озвучивания менялся на протяжении всей серии. В Persona 3 и 4 его озвучил Дэн Уорен. В Persona 5 фальшивого Игоря озвучивает Дэвид Лодж, а настоящего Игоря — Кирк Торнтон.
- В видеоигре 1986 года Castlevania Игорь и Монстр Франкенштейна являются боссами в четвёртой группе уровней.
- Во втором эпизоде видеоигры 2015 года Life Is Strange главный герой Макс Колфилд обращается к персонажу, говоря: «Принеси мне мозг, Игорь!» при проверке мензурок на прилавке в научной лаборатории.
- В видеоигре 2019 года Death Stranding единственный названный член команды по утилизации трупов — Игорь. Брата Игоря зовут Виктор Франк.